# تبلت گرافیکی

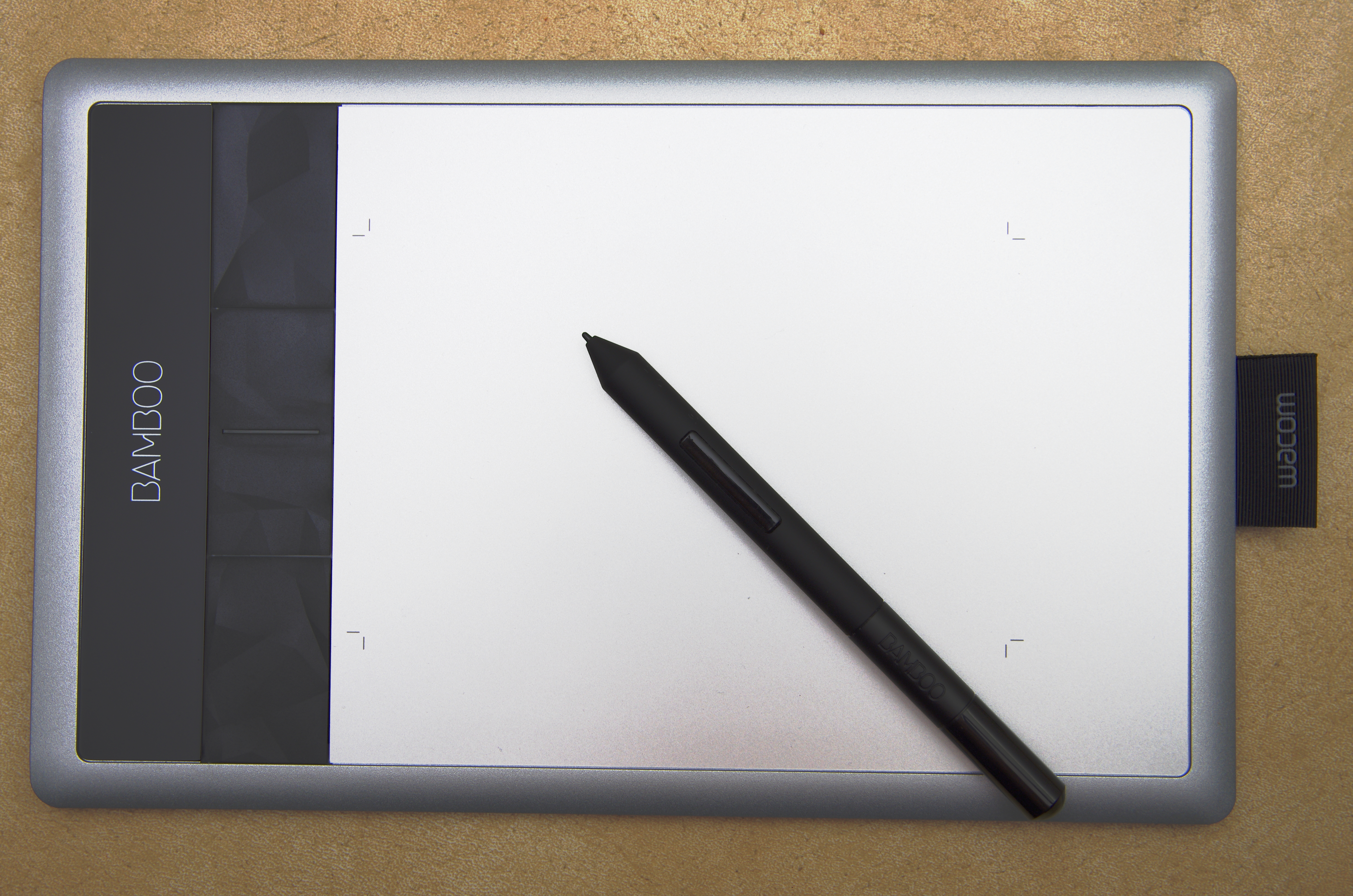

یک تبلت گرافیکی (به انگلیسی: Graphics tablet) یا دیجیتایزر (به انگلیسی: digitizer) یک دستگاه ورودی است که کاربر را قادر به ترسیم دستی تصاویر، انیمیشنها و کارهای گرافیکی می‌نماید. طرز استفاده دستگاه شبیه همان روشی است که یک فرد تصاویر با یک مداد و کاغذ ترسیم می‌کند.
اولین وسیله الکترونیکی برای ثبت دستنوشته در سال ۱۸۸۸ توسط شرکت Telautograph ساخته شد.
اولین تبلت به شکل مدرن و متصل به کامپیوتر در سال ۱۹۵۷ توسط شرکت Stylator عرضه شد.
نوعی قلم صوتی ساخته شد که با تولید جرقه‌هایی در فضا، صدای تولید شده توسط تعدادی میکروفون ضبط شده تا موقعیت مکانی قلم در فضا یافت شود، اما این روش بسیار پیچیده و گران بود و همچنین صدای محیط، در فرایند مکان‌یابی ایجاد تداخل می‌نمود.
اولین تبلت گرافیکی برای کامپیوترهای خانگی توسط شرکت KoalaPad ساخته شد که برای Apple II طراحی شده بود.
در دهه ۱۹۸۰، شرکت‌های متعددی تبلت‌هایی با قابلیت تشخیص دستنوشته‌ها ارائه دادند و تبلت‌های تولیدی، دارای منوی انتخاب بر روی بدنه تبلت بود.